# Kanaalstraat 147-149 (Amsterdam)
Kanaalstraat 147-149 te Amsterdam is een gebouw aan de Kanaalstraat in Amsterdam-West. Het gebouw is sinds 14 april 2009 een gemeentelijk monument.

## Omgeving
De Kanaalstraat is een ongeveer 700 meter lange straat, passend binnen het stratenpatroon van de bebouwing van de Stads- en Godshuispolder, die eenmaal door Amsterdam geannexeerd van de gemeente Nieuwer-Amstel rond 1900 werd volgebouwd. De straat werd op 7 november 1894 vernoemd naar het Jacob van Lennepkanaal waaraan het parallel loopt. Het kanaal ligt circa 60 meter noordelijker.  De bebouwing heeft een gangbare architectuur voor 1900. In de lange en nauwe straat staan twee gemeentelijke monumenten (geen rijksmonumenten). Een van de gebouwen staat op huisnummers Kanaalstraat 147-149.  

## Kanaalstraat 147-149
Het gebouw werd in opdracht van de congregatie van de Vincentius a Paulo neergezet. Zij hadden rond 1901 aan de Kanaalstraat al een kerk en meisjesschool laten bouwen. Een aantal jaren later volgde de opdracht voor de jongensschool met dienstwoning. Daar waar de meisjesschool tegen de kerk aangebouwd werd, kwam de jongensschool 200 meter verder naar het westen te staan, dus schuin tegenover de kerk. Het bebouwen van de Kanaalstraat, dat van oost naar west liep, was in volle gang. Opnieuw ging de opdracht tot ontwerp naar de Goudse architect Christianus Petrus Wilhelmus Dessing. Die had zijn stijl inmiddels ook aangepast, want de neogotiek, die hij toepaste in kerk en meisjesschool is verdwenen. Met name in de flanken van het gebouw zijn tekenen te zien van art nouveau (afgeronde raampartijen). De school werd aanbesteed in de herfst van 1905.  Van november 1905 tot september 1906 werd er gebouwd.
Het werd opnieuw een school met grote ramen voor de lichtval verwerkt in een bakstenen gevelwand met hier en daar hardstenen sluitstenen bij de ontspanningsbogen, die overigens een afwijkende kleur baksteen hebben. Het schoolgebouw met drie bouwlagen is symmetrisch van opzet. Midden in de gevel is een heiligenbeeld gepositioneerd, maar niet duidelijk is welke heilige afgebeeld is.  De jongensschool van 29 meter breedte en 22 meter diepte is aanmerkelijk groter is dan de meisjesschool, er moesten 600 leerlingen komen (meisjesschool 500). Daar waar de meisjesschool een centrale ingang heeft, heeft de jongensschool er twee. Volgens De Tijd van 3 september 1906 was dat een gevolg van segregatie. Rijke kinderen (vergoeding 0,25 cent) hadden een aparte ingang van armere (vergoeding 0,10 cent). 
De dienstwoning heeft eveneens drie bouwlagen maar is in totaal iets lager (lagere plafonds), ook hier zijn tekenen van art nouveau terug te vinden in toegang. De gevel wordt aan de bovenzijde afgesloten met een balkonachtige constructie.
Boven de toegangsdeuren van de school zijn cartouches aangebracht voor namen, onbekend is of er ooit een naam in de cartouches vermeld zijn geweest.
De school droeg vanaf de oplevering de naam Sint-Corneliusschool. In 1956 vierde die school haar 50-jarig bestaan. Die naam komt ook in 1985 nog ter sprake; het was toen nog de enige katholieke lagere school in de Kinkerbuurt. 
De gebouwen hebben daarna hun originele bestemming verloren, ze zijn herontwikkeld tot woningen en studio-appartementen (onbekend wanneer).
Het schoolgebouw bleef langer staan dan de kerk, die in 1989 werd gesloopt en vervangen werd door een ruimte voor bijeenkomsten aan de Jacob van Lennepkade. 

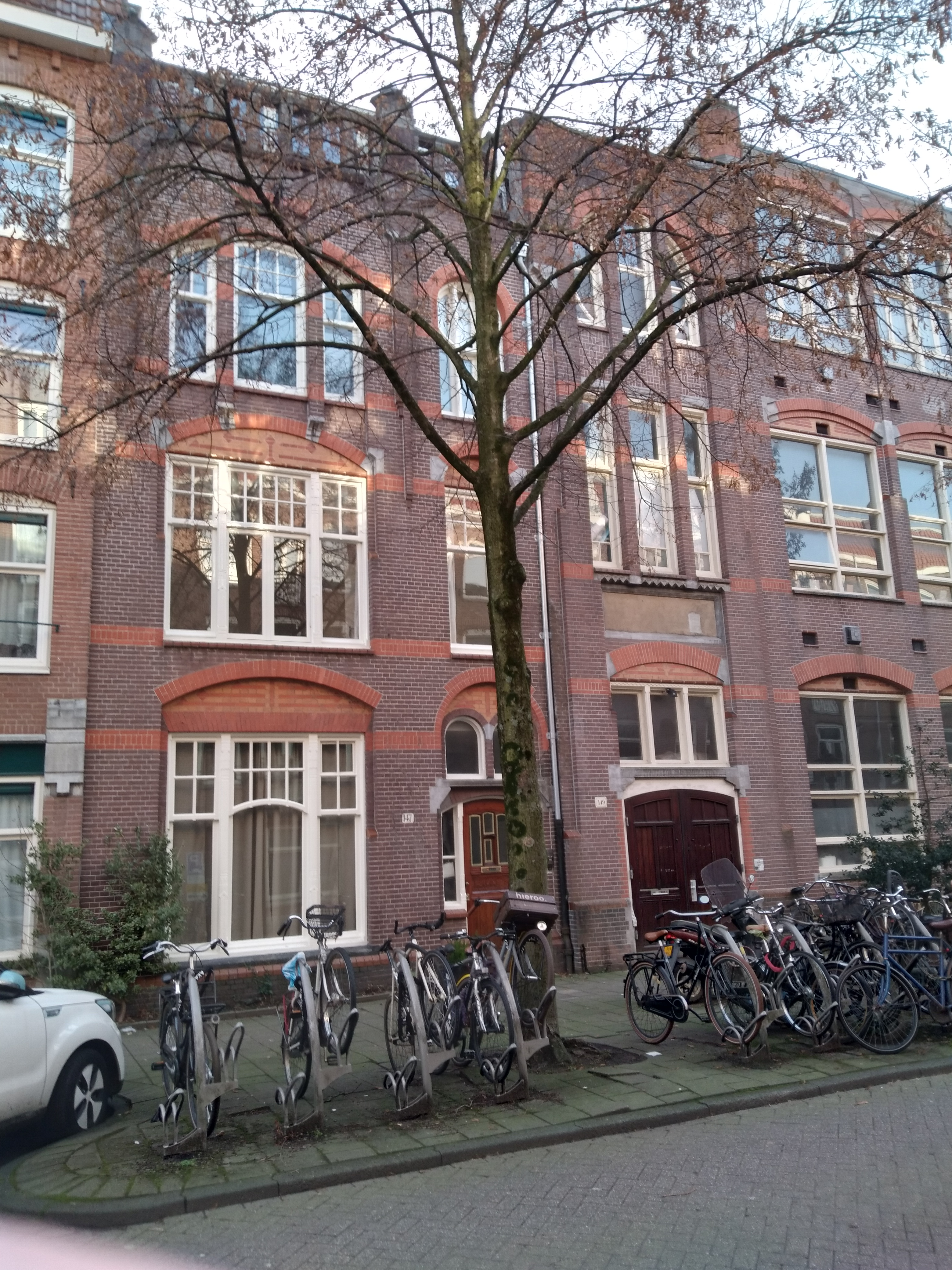
Kanaalstraat 147, Amsterdam (december 2021)